# 고황후
폐후 여씨(廢后 呂氏, 기원전 241년 ~ 기원전 180년)는 전한 고조의 황후이며 전한 혜제의 어머니로, 휘는 치(雉)이며 자는 아후(娥姁)이다. 시호는 고황후(高皇后)였지만, 나중에 광무제가 박탈하였다. 남편인 고조 사후, 황태후·태황태후가 되어, 여후·여태후 등으로 불린다. '중국 삼대 악녀'로 당의 측천무후, 청의 서태후와 동급으로 취급한다. 중국사상 최초 정식 황후이며, 중국 최초 황태후이자 태황태후이다.

## 생애

### 황후가 될 때까지
현 산둥성인 단부의 유력자인 여공의 딸로 태어났다. 성인이 된 후에 당시 패현 사수의 정장이던 유방에게 시집가고 여동생인 여수(呂須)는 번쾌(樊噲)에게 시집갔다. 1남1녀(혜제·노원공주)를 얻었다.
진(秦) 말의 혼란기에 초한전이 발발한 직후에는 패현에서 시아버지인 유태공이나 아이들과 같이 남편이 없는 집을 지키고 시아버지와 농사를 도와 아이들을 키웠지만, 팽성 전투에서 유방이 항우에게 패퇴당했을 때에 유태공과 같이 초 진영에 인질로 잡혔다. 유영(혜제)과 노원공주는 우여곡절 끝에 유방과 합류하여 관중으로 도망하던 중에 유방이 항우 군대의 추격에서 안전히 벗어나고자 혜제와 노원공주를 버리려고 했으나 하후영의 만류로 유방과 함께 탈출할 수 있었다.
초한전은 유방의 지배하에 있던 한신의 주도로 초의 진영에 모인 각국을 대상으로 한 와해 공작과 평정이 이루어졌고, 유태공과 여치의 신병 해방이 초점화하였다. 전세는 항우에게 유리하였으나, 기원전 203년에 들어서서는 와해 공작이 성공하여 형세는 역전되었다. 궁지에 빠진 항우는 유방과 강화하였고 여치는 태공과 함께 유방 곁으로 복귀하였다.
다음 해인 기원전 202년에 유방은 항우를 멸망시키고 한조를 열어 황제(고조)가 되고 여치는 황후(여후)가 된다. 하지만 정치 상황은 매우 불안정하였다. 밖으로는 유방이 나서서 반란을 토벌해야했고, 궁중은 후계자를 놓고 암투가 치열하게 전개되고 있었다. 유방이 원정으로 부재한 중에 여후는 한신이 반란을 시도하였다고 모함하여 살해하고 자신의 친정인 여씨 일족과 중신 장량의 도움을 받아 황태자가 된 유영의 지위를 안정화하려고 진력했다.

### 여치의 전횡
고조가 죽고 혜제 유영이 즉위하면서 여치는 황태후로 후견을 맡았지만, 혜제가 즉위한 지 얼마 지나지 않아 여치는 조왕 유여의를 독살하고 유여의의 모비인 척부인의 손과 다리를 자르고 눈을 도려내었으며 약을 이용하여 귀를 멀게 하고 목소리를 내지 못하게 하여 변소에 두어 '인간 돼지'라고 부르게 했다고 『史記』에 적혀 있다.
이 일에 충격받은 혜제가 정무를 방치했고 얼마 되지 않아 죽자, 여치는 혜제의 아들인 소제를 황제로 옹립하고 태황태후가 되었다. 친정인 여씨 일족과 진평, 주발을 위시한 한나라 건국공신에게 협력을 받아서 정치적으로는 안정을 꾀했지만, 이 때부터 각지에서 제후로 봉해져 있던 유방의 서자들을 겁박하고 암살해 여씨 일족의 세력을 키웠다. 먼저 고조의 서장자인 제도혜왕 유비를 짐주로 독살하려 했다. 암살 자체는 이를 눈치챈 혜제가 독이 든 잔을 빼앗아 실패했으나, 목숨의 위협을 느낀 제도혜왕은 태후에게 굴복하여 성양군을 노원공주의 화장료로 바쳤다. 태후는 제나라 영토에서 제남군과 낭야군도 빼앗아, 제남군을 여나라로 고치고 자기 조카인 여태를 왕으로 삼았다. 이것이 처음으로 여씨를 제후왕으로 세운 일이다. 그리고 유씨 일족을 위로한답시고 고조의 종제뻘인 유택을 낭야왕으로 삼았다. 고황후 7년(기원전 181년), 자신에게 반발하는 뜻을 품은 고조의 7남 조유왕 유우를 장안으로 소환하고, 감금해 굶겨죽였다. 그리고는 고조의 6남 조공왕 유회를 양나라에서 조나라로 옮기고, 양나라를 조카 여산에게 주어 여씨의 나라로 만들었다. 조나라로 옮겨간 조공왕에게도 여씨 일족의 감시로 핍박해 자살하게 했고, 조나라를 또 다른 조카 여록에게 주었다. 한편 고조의 8남 연영왕 유건이 죽자, 유건의 서자를 죽이고 또 다른 조카 여통을 연나라 왕으로 삼았다. 그나마 대왕 유항은 어머니 박씨가 고조의 총애를 거의 받지 못했고, 회남여왕 유장은 어머니가 회남여왕을 낳고 바로 죽어 태황태후가 직접 길렀기에 무사할 수 있었다. 또한, 자신에게 반항하는 소제를 살해하고 항산왕 유홍(소제)을 옹립한 탓에 공신들이 반발하였고, 자신들도 살해될지 모른다는 불안감에 열심히 일하지 않았다.
여치 자신도 이 일을 깨달았으므로, 조카인 여산에게 공신들의 동향을 보고하도록 하고 여씨 일족이 중앙의 병권을 잡는 중직에 기용하고서 죽었지만, 얼마 지나지 않아 진평과 주발을 위시한 공신들이 황족인 제도혜왕의 아들들 유양, 유장, 유흥거와 남은 유씨 왕들과 협력하여 쿠데타를 일으켜서, 여씨 일족을 대상으로 죄를 물어 모두 죽이고 유방의 오남인 대왕 유항(전한 문제)을 새로운 황제로 책립하였다. 유홍(소제)도 혜제의 친자가 아니고 여치가 어딘가에서 데리고 온 아이일지도 모른다는 이유로 문제의 책립 전후에 살해당했고 여동생이자 개국공신인 번쾌의 아내인 여수도 채찍형으로 살해되었다.
여수의 아들인 번항도 살해당한 이 숙청에서 여씨의 피를 이은 사람 중 여치의 딸인 노원공주와 장이의 아들 장오 사이에 태어난 장언만 작위가 왕에서 후로 격하되어 생존하였다.

## 평가
여치가 전횡하던 시대에는 황족이나 공신들이 살해당하는 등 정계에서는 피를 부르는 사건이 계속되었던 시대였지만, 여치가 대외 원정을 위시한 대사업을 극력 줄여 국민생활안정에 진력했므로, 시정은 매우 평화롭고 안정되었다. 특히 원정하느라고 고조가 부재한 사이에 건국공신이자 고조의 충복인 한신이 반란을 획책했다고 누명을 씌워서 허리를 끊어 살해하였다
문제와 경제에 의한 문경의 치와 무제 시대의 대원정을 필두로 하는 대사업의 정치상·경제상 기초는 이 시대에 만들어졌다.
그러나, 후한 동란 때에 적미의 군대는 전한 황제들의 묘를 도굴하여 안치되었던 여치의 사체를 훼손하였다. 광무제는 여치에게서 황후 지위와 시호인 고황후 칭호를 박탈하고 문제의 생모인 박 씨를 유방의 정실부인으로 인정하여서 시호 고황후를 추증하였다.

## 가계

### 관련 인물
| - 여가 - 여록 - 여문 - 여산 | - 여석지 - 여태 - 여택 - 여통 - 전한 혜제 - 사마천 - 반고 (후한) - 범엽 - 사마광 |